# Río Chu
El río Chu (también transliterado como Chui o Chuy) (del ruso: Чу); en kirguís: Чүй; en kazajo: Шу es un río del norte de Kirguistán y del sur de Kazajistán. Tiene aproximadamente 1067 km de longitud, siendo uno de los ríos más largos de Kirguistán.
En el valle de Chu forma la frontera entre Kirguistán y Kazajistán durante más de cien kilómetros. Entonces se adentra en Kazajistán en donde, como otros ríos y arroyos que drenan el norte de Kirguistán, finalmente desaparece en la estepa.
Este río da nombre a la provincia de Chuy, que es la región situada más al norte del país, así como la más populosa región administrativa de Kirguistán. También existen la Avenida Chu (la principal calle de Biskek) y la ciudad de Shu en la provincia kazaja de Zhambyl.
El área por la cual discurre este río fue originalmente el hogar de los sogdianos iraníes que hablaban sogdiano, una lengua oriental iraní. Durante la Edad Media tuvo gran importancia estratégica.